# Saw II
Saw II (conocida como: El juego del miedo II en Hispanoamérica) es una película de terror, dirigida por Darren Lynn Bousman, y escrita por Leigh Whannell y Bousman. Es la secuela de Saw de 2004, y la segunda entrega de la serie de películas de Saw. La cinta está protagonizada por Donnie Wahlberg, Franky G, Glenn Plummer, Beverley Mitchell, Dina Meyer, Emmanuelle Vaugier, Erik Knudsen, Shawnee Smith y Tobin Bell. En el filme, un grupo de exconvictos se encuentran atrapados por el asesino Jigsaw dentro de una casa, y deben pasar una serie de pruebas mortales para recuperar el antídoto contra un gas nervioso que los matará en dos horas.
Después del exitoso fin de semana de estreno de Saw, en 2004, inmediatamente se dio luz verde a una secuela. Whannell y James Wan estaban ocupados preparando su próxima película, por lo que no podían escribirla ni dirigirla. Bousman escribió un guion llamado The Desperate antes del lanzamiento de Saw, y estaba buscando un productor, pero muchos estudios lo rechazaron. Gregg Hoffman recibió el guion y se lo mostró a sus socios Mark Burg y Oren Koules. Se decidió que, con algunos cambios, se podría convertir en Saw II. Whannell logró estar disponible para proporcionar algunos cambios en el guion. La película recibió un presupuesto mayor y se rodó de mayo a junio de 2005 en Toronto.
Saw II fue estrenada en Estados Unidos el 28 de octubre de 2005, por Lionsgate Films. Inicialmente recaudó 31,9 millones de dólares, y al final logró conseguir 88 millones de dólares en Estados Unidos y Canadá. Sigue siendo la película Saw más taquillera en esos países. Bell fue nominado en la categoría a «Mejor Villano» en los Anexo:MTV Movie Awards de 2006, esto por su interpretación como Jigsaw en la cinta. Saw II fue lanzada en medios caseros el 14 de febrero de 2006, y encabezó las listas de popularidad en su primera semana, vendiendo más de 3 millones de copias. En 2006 se lanzó una secuela, titulada Saw III. En septiembre de 2023, se lanzó una precuela, titulada Saw X.

## Argumento
El informante de la policía Michael se despierta en una habitación con una máscara llena de pinchos atada al cuello. Descubre que la llave para abrir la máscara de la muerte se encuentra dentro de su ojo gracias al vídeo que se reproduce en una pantalla. No es capaz de recuperar la llave de su ojo a tiempo y muere cuando la máscara se cierra sobre su cabeza. En la escena del asesinato de Michael, la detective Kerry encuentra un mensaje para su antiguo compañero, el detective Eric Matthews. Matthews se une a Kerry y al agente Rigg para dirigir un equipo SWAT a la fábrica que produjo la cerradura de la trampa de Michael. Allí, detienen a John Kramer, más conocido como Jigsaw, que indica monitores de ordenador que muestran a ocho personas atrapadas en una casa, entre ellas su única superviviente conocida, Amanda, el hijo de Matthews, Daniel, y otras seis víctimas: Xavier, Jonas, Laura, Addison, Obi y Gus. Un agente nervioso que llena la casa los matará a todos en menos de dos horas, pero John asegura a Matthews que si sigue las reglas de su propio juego, volverá a encontrar a Daniel en un lugar seguro. A instancias de Kerry, Matthews accede a ganar tiempo para que el equipo técnico llegue y rastree la señal de vídeo. Durante su conversación, John revela a Matthews que su principal motivación para sus juegos fue un intento de suicidio después de que le diagnosticaran cáncer, lo que le llevó a apreciar de nuevo la vida; los juegos pretenden ayudar a sus víctimas a desarrollar el mismo aprecio.
Un microcassette informa al grupo de que hay antídotos escondidos por toda la casa; uno está en la caja fuerte de la habitación, y la cinta proporciona una pista críptica. Gus ignora una nota de advertencia y utiliza la llave proporcionada con el casete en la puerta, lo que dispara un revólver a través de la mirilla que lo mata. Una vez que la puerta se abre, registran la casa y encuentran un sótano, donde Obi, que ayudó con el secuestro de las otras víctimas, muere en una trampa de horno mientras intentaba recuperar dos antídotos. En otra habitación, la prueba de Xavier consiste en cavar a través de un pozo lleno de jeringuillas para recuperar una llave de una puerta de acero en dos minutos, pero en lugar de eso lanza a Amanda al pozo. Ella recupera la llave, pero Xavier no consigue abrir la puerta a tiempo. A lo largo del juego, el grupo discute las conexiones entre ellos y determinan que cada uno ha estado encarcelado antes, excepto Daniel. Durante la prueba de su padre, John revela su relación con Matthews, que era un policía corrupto que inculpaba a sus sospechosos de varios crímenes.
Xavier regresa a la habitación segura y encuentra un número en la nuca de Gus. Tras darse cuenta de que los números son la combinación de la caja fuerte, mata a Jonas y empieza a cazar a los demás. Laura sucumbe al agente nervioso y muere, tras encontrar la pista que revela la identidad de Daniel. Indignada por la revelación, Addison se marcha por su cuenta y encuentra una caja de cristal que contiene un antídoto, pero sus brazos quedan atrapados en las aberturas que están recubiertas de cuchillas ocultas. Xavier entra en la habitación y la deja morir tras leer su número. Amanda y Daniel encuentran un túnel desde la primera habitación que conduce a un baño en ruinas. Después de que Xavier los acorrala, Amanda se burla de él insinuándole que no aprenderá su número porque nadie se lo leerá. Xavier responde cortándole un trozo de piel de la nuca para leerle el número. Xavier carga contra ellos y Daniel le corta el cuello con una sierra para metales.
Tras ver a Xavier persiguiendo a su hijo, Matthews golpea a John y le obliga a llevarle hasta la casa. El equipo técnico rastrea la fuente del vídeo y, mientras el equipo de Rigg registra la casa, Kerry se da cuenta de que el juego tuvo lugar días antes de que capturaran a John y que las imágenes que creían haber visto en directo eran en realidad pregrabaciones. Poco después, el temporizador del juego de Matthews expira y una caja fuerte cercana se abre para revelar a Daniel dentro, atado y respirando con una máscara de oxígeno. Ajeno a estos acontecimientos, Matthews entra solo en la casa y se dirige al cuarto de baño, donde es sometido por una figura enmascarada de cerdo. Se despierta encadenado por los tobillos a una tubería y encuentra una grabadora dejada por Amanda, que revela que se había convertido en cómplice de John tras sobrevivir a su primera trampa y que le ayudó a preparar la prueba de Matthews durante el juego en la casa, con la intención de continuar el trabajo de John después de su muerte. Amanda aparece entonces y sella la puerta, dejando morir a Matthews mientras John oye sus gritos fuera y sonríe.

## Reparto
| Personaje                        | Reparto de actores |
| -------------------------------- | ------------------ |
| Jigsaw / John Kramer             | Tobin Bell         |
| Amanda Young                     | Shawnee Smith      |
| Detective Eric Matthews          | Donnie Wahlberg    |
| Daniel Matthews                  | Erik Knudsen       |
| Xavier Chaves                    | Franky G           |
| Addison Corday                   | Emmanuelle Vaugier |
| Detective Allison Kerry          | Dina Meyer         |
| Jonas Singer                     | Glenn Plummer      |
| Laura Hunter                     | Beverley Mitchell  |
| Obi Tate                         | Timothy Burd       |
| Sargento Daniel Rigg             | Lyriq Bent         |
| Michael Marks                    | Noam Jenkins       |
| Gus Colyard                      | Tony Nappo         |
| Técnico                          | John Fallon        |
| Adam Stanheight (archivo de voz) | Leigh Whannell     |

## Producción
Se le dio a la película un gran presupuesto de producción de $4 millones de dólares, en comparación con el presupuesto de Saw de un poco más de $1 millón de dólares. El presupuesto de la comercialización era un adicional de $2 millones de dólares. El primer disparo, que involucró al disparo de los coches de la policía y una furgoneta de la SWAT conduciendo por la zona portuaria industriales fuera de la escena sonora, fue filmado el 29 de abril de 2005 en Toronto. Después de llegar a co-producirse cerca de 2 meses, el rodaje comenzó en el Cinespace Film Studios el 2 de mayo y concluyó el 6 de junio de 2005. El final fue filmado el 25 y 26 de mayo del mismo año. Se registró la música y el sonido en julio y cerraron la producción de esta película el día 16 de julio. Fue completamente terminada antes del 9 de septiembre. C.O.R.E. Digital Productions interpretó los efectos visuales y Deluxe proporcionó los servicios de la posproducción.
Se localizó totalmente en Canadá, principalmente con su capital en Toronto donde se llevó a cabo el rodaje de la película durante 35 días seguidos. Allí, el baño era el único lugar del que se ve que el Doctor Gordon se cortó el pie y se parece al mismo de la película estrenada a mediados del año anterior. Durante el rodaje, Darren se quedó con Donnie Wahlberg llegando hasta tal punto que hubo de grabar hasta el 26 de mayo de 2005 la parte final de la película en la que Amanda encierra a Matthews en el baño para continuar con la obra de Jigsaw.

## Recepción

### Taquilla
Saw II abrió con $ 31,7 millones en 3.879 pantallas a través de 2.949 salas de cine. El fin de semana de tres días de Halloween apertura estableció un récord de Lionsgate. Se convirtió en su momento, la mayor liberación de Lionsgate y uno de los fines de semana mejor estreno para una secuela de terror. En su segundo fin de semana cayó un 47% que gana $ 16.9 millones. La película fue cerrada fuera de los teatros el 5 de enero de 2006 después de 70 días de exhibición.
Saw II abrió sus puertas en el Reino Unido con US $3,8 millones en 305 pantallas, 70% más grande que la primera. Abrió sus puertas en Japón en 67 pantallas con $ 750.000. La apertura a $ 1,3 millones en 173 pantallas era la película número uno en Australia. La película recaudó $ 87 millones en los Estados Unidos y Canadá, y $ 60,7 millones en otros mercados para un total mundial de $ 147,7 millones. La película es la película más taquillera de la saga Saw y cuarta película más taquillera de Lionsgate en Estados Unidos y Canadá. Según las encuestas CinemaScore, el 53% de la audiencia eran varones menores de 25 años de edad. La encuesta también indica que el 65% de la audiencia estaban familiarizados con la primera película.
| Fecha de estreno (EE. UU) | Costo (estimado) | Recaudación  | Recaudación    | Recaudación       |
| Fecha de estreno (EE. UU) | Costo (estimado) | EE.UU/Canadá | Otros mercados | Recaudación total |
| ------------------------- | ---------------- | ------------ | -------------- | ----------------- |
| 28 de octubre de 2005     | $4,000,000       | $87,039,965  | $60,708,540    | $147,748,505      |

### Crítica
La película recibió críticas mixtas de los críticos en general. Opiniones en Rotten Tomatoes agregador informa de que el 35% de 116 críticos han dado a la película una crítica positiva, con una valoración media de 4,6 sobre 10. El sitio comento, "Saw II es probablemente para complacer a los fanes del gore, aunque puede ser demasiado espantoso para aquellos que no están familiarizados con la premisa primera película". Metacritic, que asigna una puntuación promedio ponderado de 100 a los comentarios de los críticos de la corriente principal, da a la película una puntuación de 40 sobre la base de 28 comentarios.
Robert Koehler de Variety dio a la película una crítica negativa, diciendo que "cocinando nuevos artilugios de tortura Rube Goldberg no es suficiente para ser Saw II de la sombra de su predecesor desconcertante". Gregory Kirschling de Entertainment Weekly dio a la película un B menos, decir "Saw II es apenas una película B mejor que Saw" y que ambas películas son "más inteligentes y repugnante de lo que son realmente escalofriantes". Él elogió la actuación de Bell como Jigsaw. Terminó su opinión: "¿Dónde Saw II va a la zaga en la novedad de Saw, toma la delantera con su aterrizaje suave, que es de nuevo preparado para volar a la intemperie película de ancho, pero se las arregla un trabajo más convincente de lo que fue el truco de la primera".
Kevin Crust de Los Angeles Times dio a la película una crítica positiva, llamando a Saw II "un digno seguimiento de su predecesor espeluznante". Dijo que la historia era "mucho más centrado en un final de la película original. Hay menos huecos credibilidad y hay un montón de inversiones para satisfacer a los fanes". Criticó el uso numerosos de flashbacks , diciendo que nos roba a nosotros del placer de recordar en realidad por nosotros mismos". Laura Kern, escribiendo para The New York Times, le dio una crítica agridulce, diciendo que Bousman "ofrece similares componentes, sustos prácticamente sin sentido del humor y tensión pelos de punta, pero solo después de conseguir más allá de un comienzo vacilante que juega más como un programa de televisión de temática forense de una película de terror "y llamó Greutert edición de" astuto ". Llamó a la secuela "truco más que tratar" y que "no es realmente comparar a su predecesor bien - a pesar de que se las arregla para ser revelador (y algunas veces positivamente nauseabundo) en sí mismo". Kim Newman de Empire calificó a la película de tres estrellas de cinco. Dijo que la película mejora sobre "perversa fascinación con siete asesinatos estilo y rompecabezas brutalmente violentos" Saw y los juegos de inteligencia que Jigsaw hacer "Hannibal Lecter parezca el compilador de crucigramas rápida del Sol".
Por otro lado, la película fue muy bien recibida por parte del público en general, obteniendo una puntuación de 7.1 por parte de los usuarios de Metacritic, una puntuación de 6.6 en IMDb y la aprobación del 90% de los usuarios de Google, con reseñas mayoritariamente de 5 a 4 de 5 estrellas.

## Premios
Tobin Bell fue nominado para "mejor villano" en los 2006 MTV Movie Awards por su rol como Jigsaw. Premio que finalmente ganó Hayden Christensen por su rol en Star Wars: Episodio III - La venganza de los Sith.